# NBA Live 19
NBA Live 19 est un jeu vidéo de sport développé par EA Games, et publié par Electronic Arts.

## Accueil
- IGN : 7,9/10[1]
- Jeuxvideo.com : 15/20[2]